# Кудринець
Кудринець (Кудринецький водоспад) — каскадний водоспад в Українських Карпатах (масив Ґорґани), гідрологічна пам'ятка природи місцевого значення. 
Розташований на південний схід від села Зелена, на потоці Кудринець, який є правою притокою річки Ситний (ліва притока Зелениці). 
Площа природоохоронної території 0,3 га. Статус присвоєно згідно з рішенням 22 сесії Івано-Франківської обласної ради від 22.06.2018 року «Про внесення змін і доповнень у мережу територій та об'єктів природно-заповідного фонду області». Перебуває у віданні ДП «Надвірнянське лісове господарство» (Зеленське лісництво, кв. 46, вид. 3). 
Водоспад утворився в місці, де невеликий гірський потік перетинає скельний масив флішового типу. Загальна висота водоспаду близько 6,5 м, середня ширина 3,5 м. 
Водоспад дуже мальовничий та унікальний тим, що вода в ньому спадає численними невисокими каскадами, які нагадують сходи.

## Світлини та відео

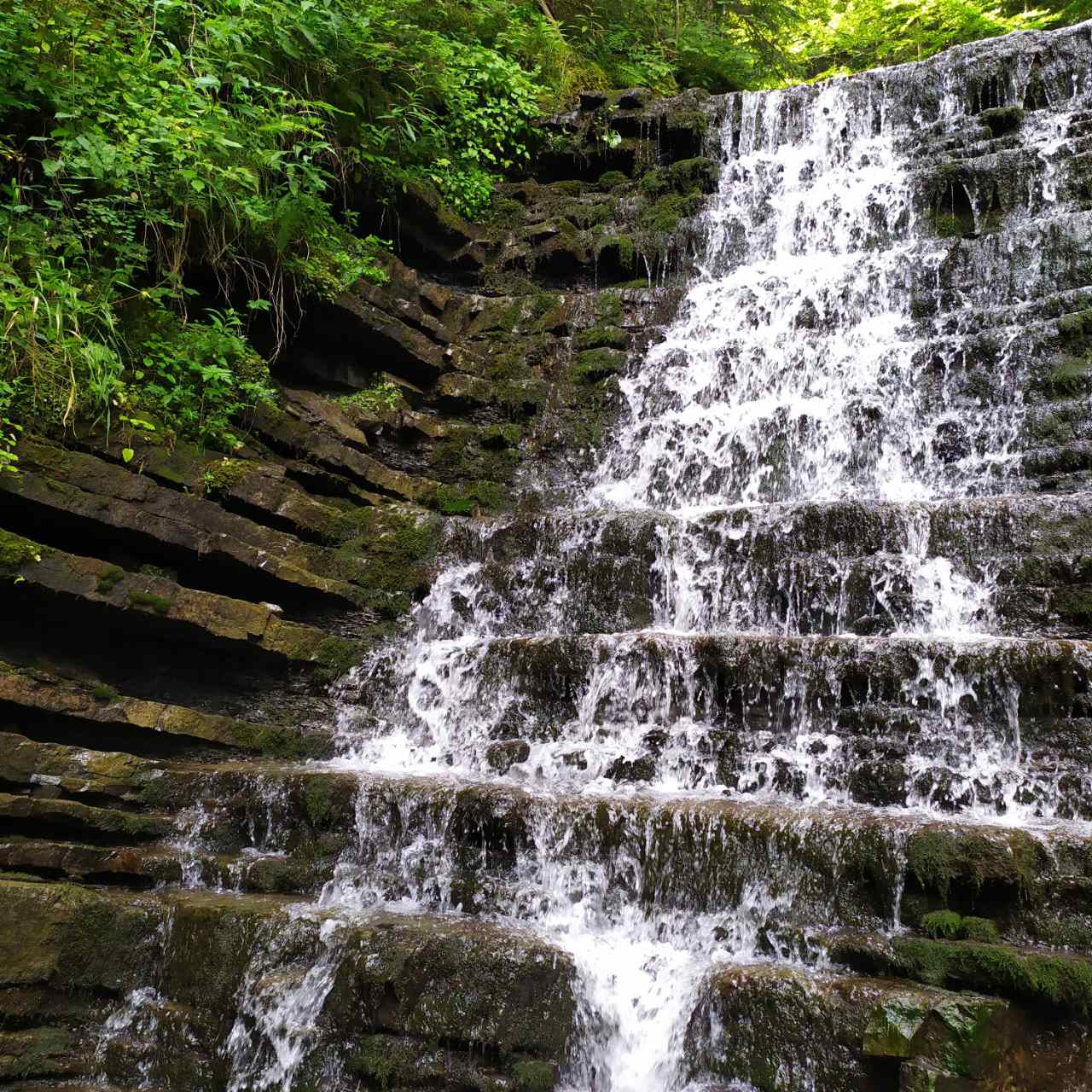
Вода «збігає по сходах»
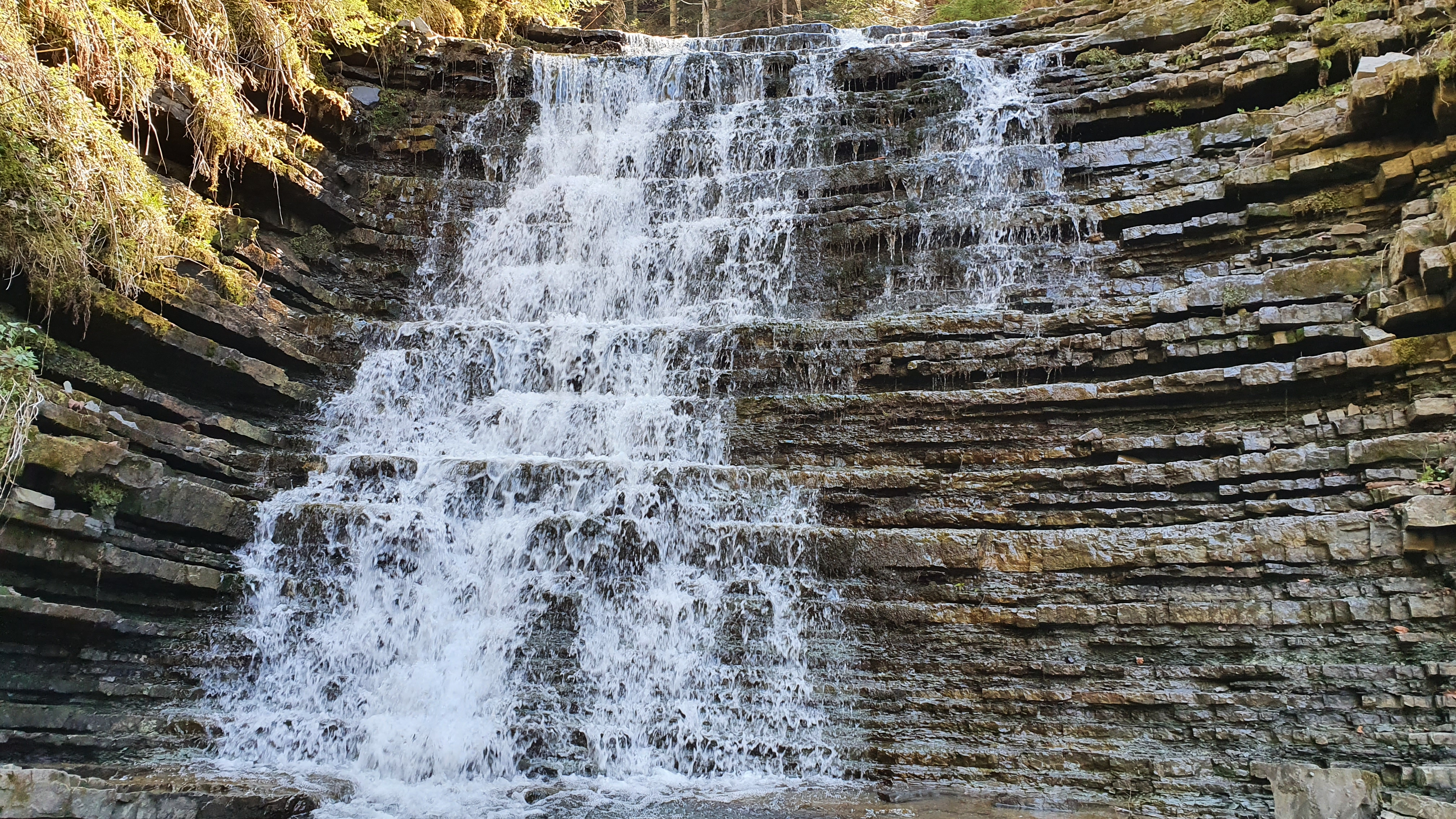
Водоспад навесні
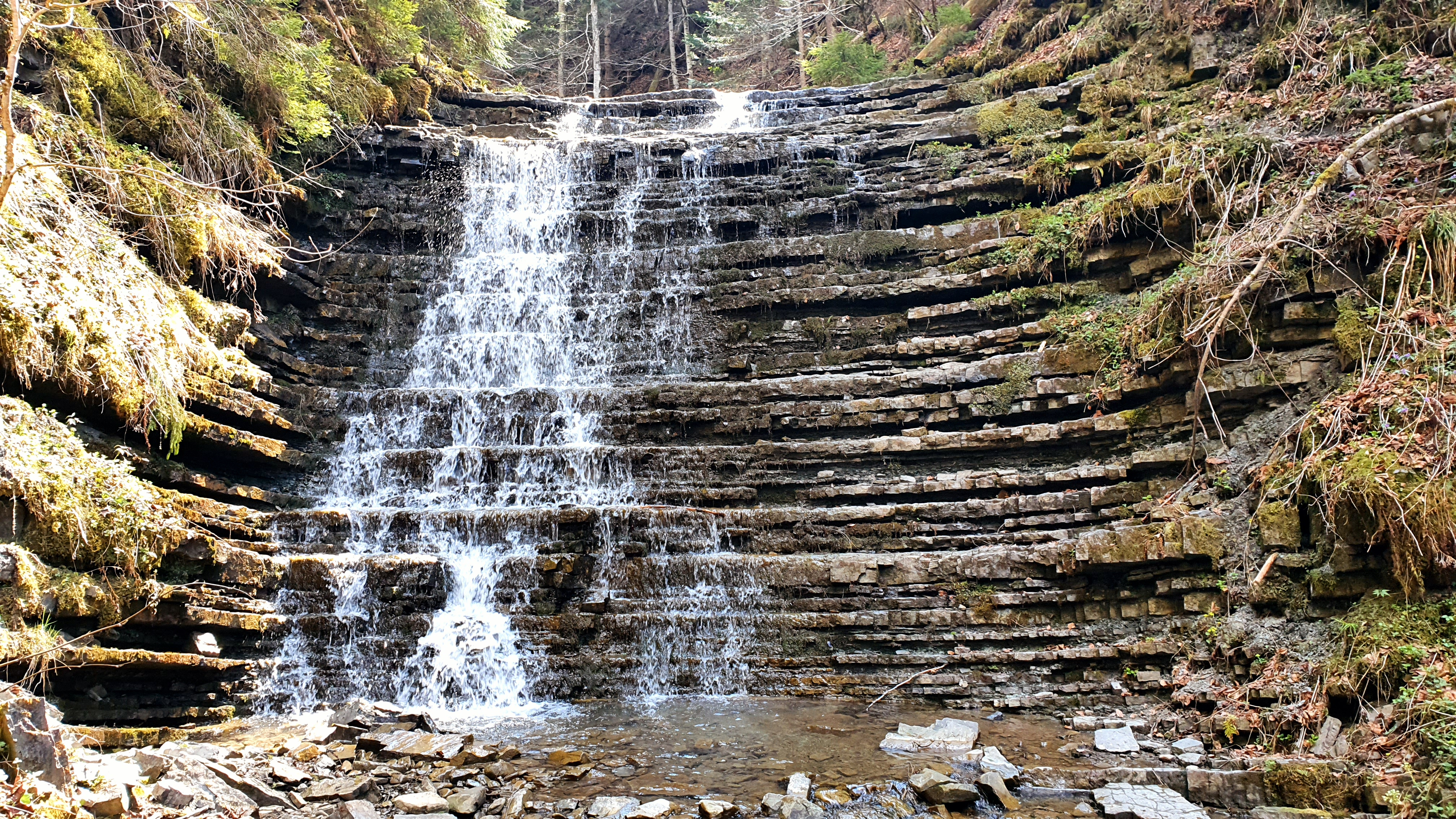
Водоспад в посушливу пору
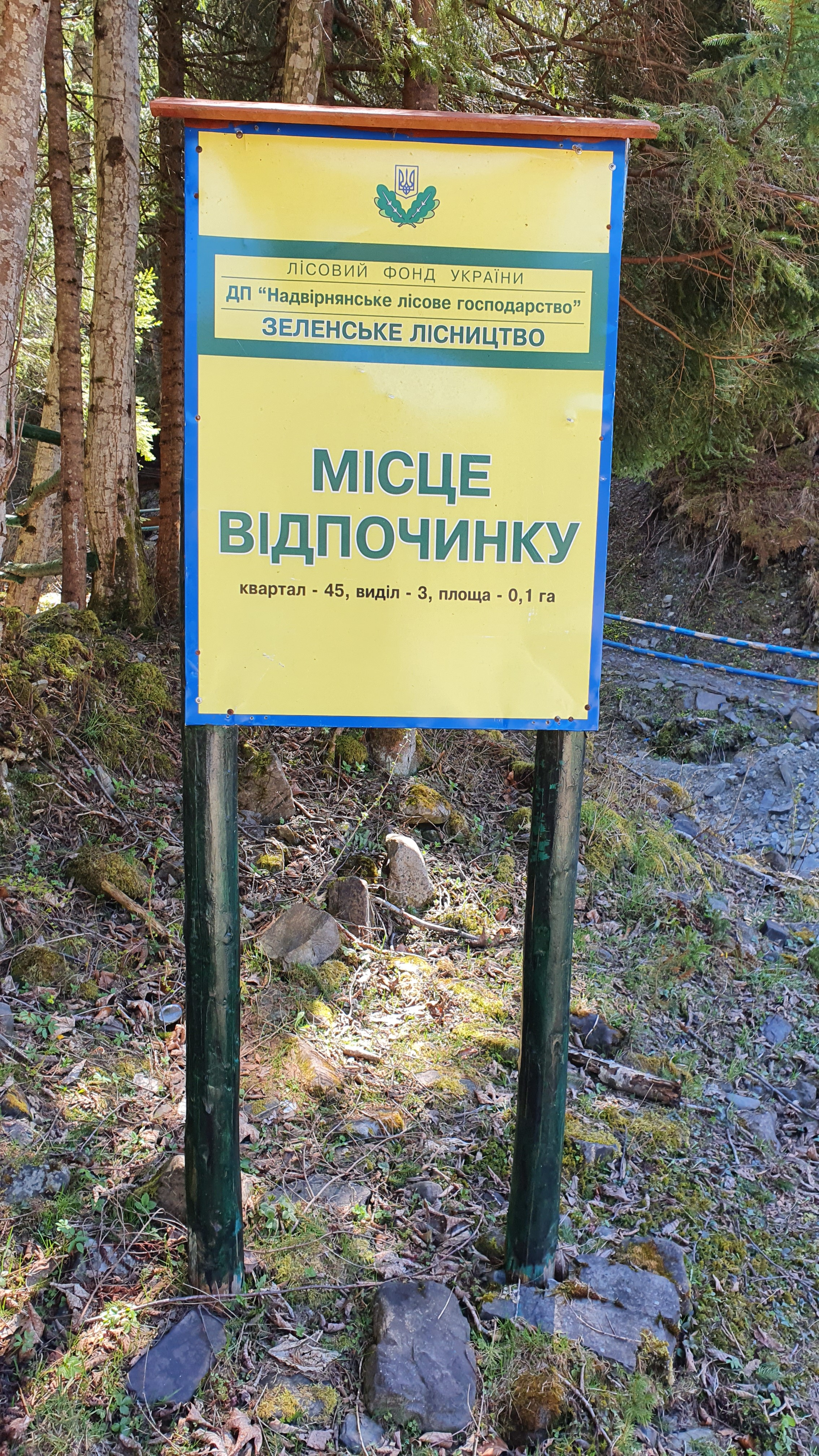
Інформаційна табличка біля водоспаду
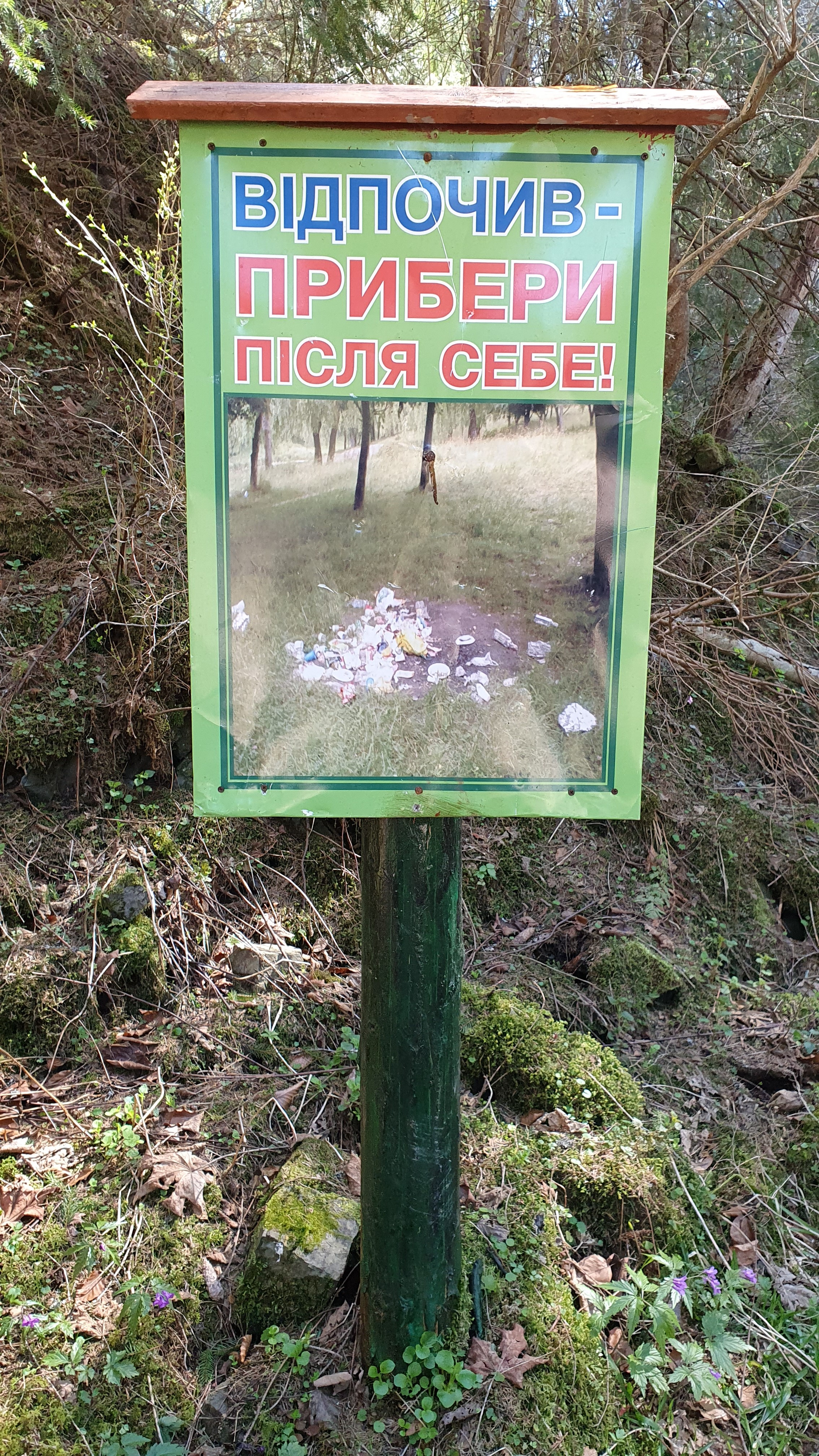
Біля водоспаду
- Відео водоспаду